# Myrtjärnen, Västmanland
Myrtjärnen är en sjö i Norbergs kommun i Västmanland och ingår i Norrströms huvudavrinningsområde.